# Shahrestān-e Shāhīn Shahr va Meymeh
Shahrestān-e Shāhīn Shahr va Meymeh (persiska: شهرستان شاهين شهر و ميمه, شاهين شهر و ميمه) är en delprovins (shahrestan) i Iran.   Den ligger i provinsen Esfahan, i den centrala delen av landet, 270 km söder om huvudstaden Teheran.
Delprovinsen hade 234 667 invånare 2016.